# Holoptychiidae
Holoptychiidae (лат.) — семейство вымерших лопастепёрых рыб из отряда поролепообразных. Их ископаемые остатки найдены в Европе, Северной Америке и Австралии, в слоях с конца силура по начало каменноугольного периода (407,6—323,2 миллионов лет назад).

## Описание
Размеры тела достигали 2 метров. У них была большая плоская голова с мощным ртом и маленькими глазами. Предположительный образ жизни: придонные хищники, подстерегавшие жертву в засаде.

## Классификация
По данным сайта Paleobiology Database, на декабрь 2021 года в семейство включают 7 вымерших родов:
- † Apedodus
- † Duffichthys
- † Glyptolepis
- † Holoptychiustypus
- † Laccognathus
- † Nasogaluakus
- † Quebecius